# Charte sur la conservation du patrimoine numérique
La Charte sur la conservation du patrimoine numérique est une charte de l'UNESCO adoptée en octobre 2003 à la 32e session de la Conférence générale de l'UNESCO,. Considérant la nécessité d'intervenir dans la préservation des ressources culturelles et éducatives produites sous forme numérique et considérant le risque de dégradation du support de ces contenus à court terme, l'UNESCO a décidé d'adopter une charte en vue de la préservation de ce qui est maintenant défini comme «patrimoine numérique». Dans cette charte, l'UNESCO reconnaît que la conservation de ce patrimoine « ...dans l'intérêt des générations présentes et futures est une question urgente qui intéresse le monde entier».

## Sauvegarde des logiciels
Parmi les productions appartenant au domaine numérique et dont la nécessité de la préservation se fait tout autant sentir, on compte également, bien évidemment, les logiciels. À cet effet, l'UNESCO et l’Institut national de recherche en informatique et en automatique (INRIA) ont signé un accord le 3 avril 2017 mettant en place cette préservation de même que l’accès universel au code source des logiciels.